# (2503) Liaoning
(2503) Liaoning (1965 UB1) – planetoida z pasa głównego asteroid okrążająca Słońce w ciągu 3,25 lat w średniej odległości 2,19 au. Odkryta 16 października 1965 roku.